# Ron Hextall
Ronald Jeffrey „Ron“ Hextall (* 3. Mai 1964 in Brandon, Manitoba) ist ein ehemaliger kanadischer Eishockeytorwart und derzeitiger -funktionär. Während seiner aktiven Karriere bestritt er insgesamt über 700 Spiele in der National Hockey League und absolvierte den Großteil davon – abgesehen von je einer Saison bei den Québec Nordiques und den New York Islanders – für die Philadelphia Flyers. Mit den Flyers erreichte er im Jahre 1987 das Endspiel um den Stanley Cup, unterlag dort den Edmonton Oilers und wurde dennoch als MVP der Playoffs mit der Conn Smythe Trophy geehrt. Darüber hinaus erhielt er in der gleichen Spielzeit die Vezina Trophy sowie den Roger Crozier Saving Grace Award als bester Torhüter der NHL. 1997 gelang dem Kanadier mit Philadelphia erneut der Einzug ins Stanley-Cup-Endspiel, wobei er mit dem Team gegen die Detroit Red Wings verlor. Auf internationalem Niveau gewann er mit der kanadischen Nationalmannschaft die Goldmedaille beim Canada Cup 1987.
In Philadelphia begann Hextall nach seiner aktiven Laufbahn auch seine Karriere als Funktionär, wo er, nach einem sechsjährigen Engagement bei den Los Angeles Kings, von 2014 bis 2018 als General Manager fungierte. In gleicher Funktion war er zuletzt von Februar 2021 bis April 2023 bei den Pittsburgh Penguins tätig.

## Karriere
Ron Hextall stammt aus einer Eishockeyfamilie. Sein Großvater Bryan Hextall senior war um 1940 ein Star bei den New York Rangers und ist Mitglied in der Hockey Hall of Fame. Auch Sein Vater, Bryan Hextall junior, spielte um 1970 über 500 Spiele in der NHL. Fast 700 Spiele bestritt sein Onkel Dennis Hextall. Ron begann seine Karriere 1981 in der kanadischen Juniorenliga WHL bei den Brandon Wheat Kings. Nach einem Jahr wurde er von den Philadelphia Flyers in der sechsten Runde des NHL Entry Draft 1982 an Position 119 ausgewählt.
Nach zwei weiteren Jahren in der WHL spielte Hextall 1984/85 bei den Kalamazoo Wings in der IHL und den Hershey Bears in der AHL, beides Farmteams der Flyers. 1985/86 spielte er nur noch für Hershey und wurde als bester Rookie der AHL ausgezeichnet, da er noch den Status als Liganeuling innehatte, da er nur elf Spiele in seiner ersten Saison in der AHL bestritten hatte.
1986/87 war dann sein erstes Jahr für Ron Hextall in der NHL und das gleich als Stammtorhüter. Als bestes Team der Prince of Wales Conference schafften es die Flyers in die Playoffs. In der ersten Runde besiegten sie die New York Rangers in sechs Spielen und zogen in die zweite Runde ein, wo sie sich eine hart umgekämpfte Serie mit den New York Islanders lieferten. Nach vier Spielen führte Philadelphia bereits 3-1, verlor jedoch die nächsten zwei Spiele. Im siebten und entscheidenden Spiel schafften die Flyers mit einem knappen 5-4-Sieg den Einzug in die nächste Runde. Im Conference-Finale trafen sie auf die Montréal Canadiens und besiegten sie mit 4-2. Die Edmonton Oilers um Superstar Wayne Gretzky waren der Gegner im Stanley-Cup-Finale. Die Oilers standen damit zum vierten Mal in fünf Jahren im Stanley-Cup-Finale und konnten bereits zweimal den Cup gewinnen. Und es sah auch nach vier Spielen danach aus. Mit 3-1 führten sie und brauchten nur noch einen Sieg, doch die Flyers schlugen zurück und glichen die Serie aus, um dann im letzten Spiel jedoch mit 1-3 zu verlieren. Trotz der Finalniederlage wurde Ron Hextall als wertvollster Spieler der Playoffs mit der Conn Smythe Trophy ausgezeichnet. Einige Tage später erhielt er noch die Vezina Trophy als bester Torhüter der NHL und wurde ins NHL All-Rookie-Team berufen. Die Calder Memorial Trophy erhielt er allerdings nicht, sondern Luc Robitaille.
In der Saison 1987/88 war er der erste Torhüter, der selbst ein Tor schoss. Der Torhüter der New York Islanders Billy Smith wurde schon 1979 einmal als Torschütze aufgeführt, allerdings schoss er das Tor nicht selbst, sondern war letzter Spieler der Islanders, der den Puck berührte, bevor die gegnerische Mannschaft ein Eigentor schoss. Doch in den Playoffs lief es nicht für die Flyers und sie schieden schon in der ersten Runde aus.
In den Playoffs der Saison 1988/89 zeigte Hextall wieder einmal seine Härte, für die er bekannt war und weshalb er in der Saison 113 Strafminuten kassiert hatte, so viel wie kein anderer Goalie in der Geschichte der NHL. Im sechsten Spiel führten die Montréal Canadiens bereits mit 4-2 und waren auf dem Weg den entscheidenden vierten Sieg zu holen, als Hextall Chris Chelios mit seinem Schläger und Schoner schlug, scheinbar als Rache für einen Angriff von Chelios im ersten Spiel auf einen Spieler der Flyers, der eine Gehirnerschütterung erlitten hatte. Die Attacke von Chelios war damals nicht geahndet worden. Hextall erhielt eine große Strafe über fünf Minuten und eine Matchstrafe und wurde zudem für die ersten zwölf Spiele der kommenden Saison gesperrt.
Nachdem er die Sperre zu Beginn der Saison 1989/90 abgesessen hatte, konnte er nur zwei Spiele absolvieren, ehe er sich eine schwere Verletzung zuzog. Erst Mitte Februar kam er wieder zum Einsatz, spielte noch sechs Spiele, verletzte sich erneut und beendete die Saison. Die kommende Saison war ebenfalls von Verletzungen gezeichnet und Hextall kam nur auf 36 Spiele.
Die Saison 1991/92 verlief wieder weitestgehend verletzungsfrei, aber die Flyers verpassten die Playoffs. Im Sommer 1992 war Hextall Teil eines der größten Transfergeschäfte in der Geschichte der NHL. Zusammen mit Hextall gaben die Flyers Peter Forsberg, Steve Duchesne, Kerry Huffman, Mike Ricci, Chris Simon, zwei Erstrunden-Draftpicks und 15 Millionen US-Dollar an die Québec Nordiques ab um das hoch eingeschätzte Talent Eric Lindros zu erhalten.
Hextall blieb nur ein Jahr in Québec konnte die Nordiques aber zum ersten Mal nach mehreren Jahren wieder in die Playoffs führen. Im Sommer 1993 wurde er zu den New York Islanders transferiert, ging aber nach einem Jahr wieder zurück zu den Philadelphia Flyers.
Nach fünf erfolglosen Jahren schafften es die Flyers mit Hextall im Jahr 1995 wieder in die Playoffs und in der Saison 1996/97 erreichten sie wieder das Stanley-Cup-Finale. Hextall präsentierte sich aber nicht in Topform wie 1987 und bereits nach vier Spielen stand mit den Detroit Red Wings der Gewinner des Stanley Cup fest.
Hextall spielte noch zwei Jahre für die Flyers, war aber in seiner letzten Saison nur noch die Nummer zwei im Tor. 1999 wurde er von den Philadelphia Flyers freigestellt und beendete kurz darauf seine Karriere.
Ron Hextall gilt neben Jacques Plante als einer der Spieler, die das Spiel der Torhüter revolutioniert haben. Häufig verließen sie ihren Torraum um den Puck mit ihrem Schläger zu den Mitspielern zu spielen. War dieser Stil bis in die neunziger Jahre noch eher selten anzutreffen, ist er mittlerweile weit verbreitet und wurde durch weitere Goalies, wie Rick DiPietro oder Martin Brodeur immer mehr perfektioniert. Zudem wurde Hextall bekannt durch seine Art, wie er Spieler attackierte, die mit dem Puck auf sein Tor liefen. Er kassierte dadurch des Öfteren Strafen und hält den NHL-Rekord mit insgesamt 584 Strafminuten in seiner Karriere.
Von den Fans erhielt er den Spitznamen „Der Hexer“, weil er so manchen schon im Tor gesehenen Puck aus der Luft gefischt hatte. Er trug während seiner Laufbahn die Nummern 27 und 72.
Im Sommer 2006 wurde Ron Hextall von den Los Angeles Kings als Assistenz-General-Manager eingestellt und fungiert selbst als General Manager beim Farmteam der Kings in der AHL, den Manchester Monarchs. Nach einem Jahr als Assistanz-General-Manager bei den Philadelphia Flyers trat er dort die im Juni 2014 die Nachfolge von GM Paul Holmgren an. Diese Position hatte er bis November 2018 inne, als er von seinen Pflichten enthoben wurde. Nach einem Hiatus von etwas mehr als zwei Jahren trat er im Februar 2021 bei den Pittsburgh Penguins, dem Erzrivalen der Philadelphia Flyers, die Nachfolge von General Manager Jim Rutherford an. Bereits nach der Saison 2022/23 allerdings wurde er entlassen, als die Penguins erstmals nach 16 Jahren wieder die Playoffs verpassten.

## Erfolge und Auszeichnungen
| - 1984 WHL East Second All-Star Team - 1986 Dudley „Red“ Garrett Memorial Award - 1986 AHL First All-Star Team - 1987 Vezina Trophy | - 1987 Conn Smythe Trophy - 1987 NHL First All-Star Team - 1987 NHL All-Rookie Team - 1988 Teilnahme am NHL All-Star Game |

### International
- 1987 Goldmedaille beim Canada Cup

## Besonderes und Rekorde
- Erster Torhüter, der selbst ein Tor schoss (8. Dezember 1987 gegen die Boston Bruins)
- Erster Torhüter, der in den Playoffs ein Tor schoss (11. April 1989 gegen die Washington Capitals)
- Torhüter mit den meisten Strafminuten in einer Regulären Saison – 113 Strafminuten; 1988/89
- Torhüter mit den meisten Strafminuten in den Playoffs einer Saison – 43 Strafminuten; 1986/87
- Torhüter mit den meisten Strafminuten in seiner Karriere (Reguläre Saison) – 584 Strafminuten
- Torhüter mit den meisten Strafminuten in seiner Karriere (Playoffs) – 115 Strafminuten